# The Boomtown Rats
The Boomtown Rats é um grupo de punk rock/new wave liderado pelo vocalista Bob Geldof que se veio a tornar conhecido por organizar shows beneficentes, tais como Band Aid (com a intenção de ajudar as vítimas da fome na Etiópia), Live Aid, e Hands Across America (com intenção de ajudar os sem-teto dos Estados Unidos).
O seu maior êxito foi "I Don't Like Mondays", escrito a propósito do tiroteio numa escola executado por Brenda Ann Spencer, que disse tê-lo feito por não gostar das segundas-feiras ("mondays", em inglês). Por essa canção, o grupo recebeu dois Ivor Novello Awards.

## Discografia

### Álbuns de estúdio
- 1997 - The Boomtown Rats
- 1978 - Tonic for the Troops
- 1979 - The Fine Art of Surfacing
- 1981 - Mondo Bongo
- 1982 - V Deep
- 1985 - In the Long Grass
- 2020 - Citizens of Boomtown

### Outros êxitos
- "Looking After No. 1"
- "Mary of the Fourth Form"
- "She's So Modern"
- "Like Clockwork"
- "Rat Trap"
- "Someone's Looking at You"